# Phasmatidae
Phasmatidae es una familia de bichos palos del orden Phasmatodea.
Los fasmátidos, al igual que algunos de sus parientes tienen la capacidad de regenerar sus miembros y de reproducirse por partenogénesis. A pesar de su apariencia extraña, son totalmente inofensivos.
Algunos de los insectos más grandes pertenecen a esta familia. El bicho palo gigante (Phobaeticus chani) puede llegar a medir medio metro. Era el insecto viviente más largo hasta el descubrimiento de Phryganistria chinensis en 2016.

## Subfamilias
Según el "Phasmid Study Group" hay nueve subfamilias. Otras clasificaciones no están de acuerdo, reconociendo, en algunos casos, solo seis.
La subfamilia Lonchodinae estaba históricamente en Diapheromeridae, la otra familia de Anareolatae. A veces se expande a Phasmatinae para incluir a dos tribus, aquí agrupadas en Clitumninae, mientras Extatosomatinae también podría ser incluida en Tropidoderinae como una tribu.
El Phasmid Species File reconoce los siguientes:
- Cladomorphinae (en: América, Madagascar, Java, Sulawesi)
- Clitumninae (a veces en Phasmatinae)
- Extatosomatinae: un solo género Extatosoma Gray, 1833 (en Australasia)
- Lonchodinae (a veces en Diapheromeridae: ahora incluye Eurycanthinae)
- Pachymorphinae
- Phasmatinae (a veces incluye Clitumninae)
- Platycraninae (Asia, Australasia, América)
- Tropidoderinae (a veces incluye Extatosomatinae)
- Xeroderinae

Además la subfamilia extinta Echinosomiscinae es conocida por el género Echinosomiscus de ámbar de Burma.
Un número de taxones de Phasmatidae son considerados incertae sedis:
- Tribu Achriopterini (África, Madagascar)
- Tribu Stephanacridini (Asia tropical, Australasia)

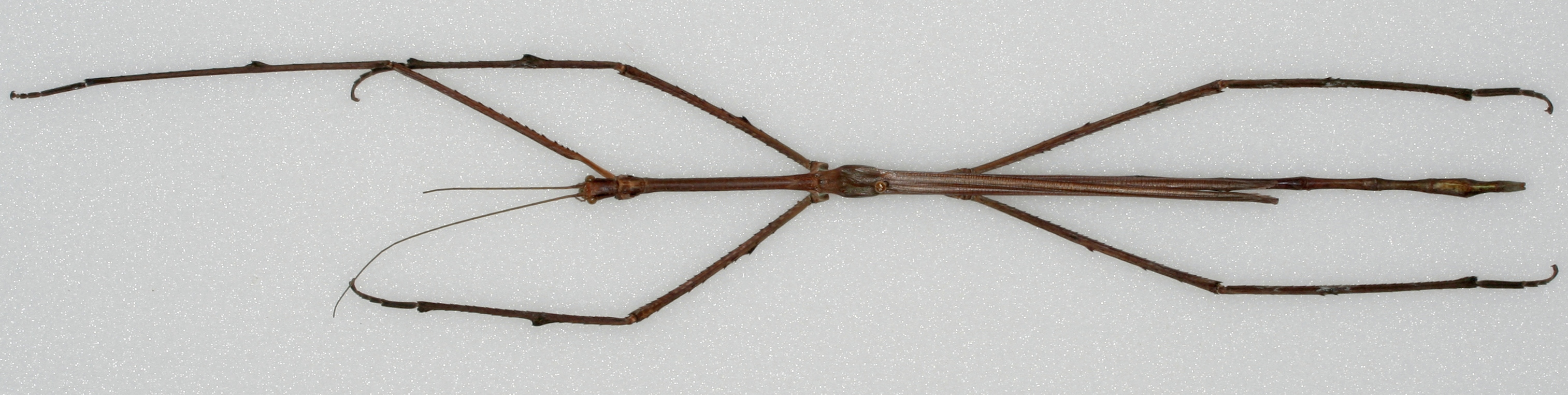
Phobaeticus chani, macho

- Género Monoiognosis (Mauritius)
- Género Spathomorpha (Madagascar)